# Ciudad Madero
Ciudad Madero es un municipio mexicano y ciudad costera en el golfo de México, localizada en el sureste del estado de Tamaulipas, es el séptimo municipio más poblado en el estado, con una población de 205 933 habitantes en 2020, con un área de 46.6 km². Forma parte de la zona metropolitana de Tampico. Dentro del municipio se encuentra la refinería Francisco I. Madero, la cual posiciona a la ciudad como uno de los centros de refinación de petróleo más importantes en el país.

## Historia
La historia de esta ciudad se remonta a los principios del siglo XIX cuando la familia Villareal, procedente de Soto la Marina se establece en lo que ahora se conoce como paso del Zacate. Los primeros registros oficiales datan del año 1824 son precisamente de Doña Cecilia Villareal quien acudió a Pueblo Viejo, Veracruz, al juzgado de letras donde hizo constar su testamento y dejó como heredero a su hijo Felipe de la Garza Villareal de una ranchería que llevaba su nombre y que había establecido con su esposo el Sr. Francisco de la Garza. Doña Cecilia fue la primera que prestó servicios hoteleros y restaurantes en este lugar turístico, ya que su rancho se encontraba a orillas del río Pánuco y ahí brindaba hospedaje y alimentos a viajeros y comerciantes que transitaban por esa zona.
Una batalla (La Batalla de Tampico) en los días 10 y 11 de septiembre de 1829 y que con la victoria de esta México es reconocido como un país libre y soberano fue la librada entre los milicianos mexicanos y españoles, comandados por el brigadier Isidro Barradas y el Ejército Mexicano dirigido por los generales Felipe de la Garza Cisneros y el general Manuel de Mier y Terán comandados por el general Antonio López de Santa Anna. Este enfrentamiento se llevó a cabo en el antiguo poblado de la Barra y precisamente el ejército mexicano partió desde la ranchería de Doña Cecilia, derrotando a los españoles.
A partir de esta batalla se acelera el desarrollo del municipio y la región. El sistema del ferrocarril instaló en el Poblado de la Barra su hospital, talleres y oficinas generales. Cerca del fin de siglo, hacia 1883 se inauguró el faro con un aparato de iluminación adquirido en París, Francia.
Con el fin de proteger la entrada al río Pánuco, el 18 de mayo de 1890 se inició la construcción de las escolleras, con una longitud de proyecto de 1 800 m, inmediatamente después a principios del siglo XX se establecieron las compañías petroleras extranjeras: la Water Pierce Oil Company, en Árbol Grande; y Compañía Mexicana de Petróleo El Águila SA (Mexican Eagle Petroleum Corporation), cerca de la Barra que darían pauta a la operación de las refinerías de Árbol Grande y la que conocemos actualmente Francisco I. Madero.
El primero de mayo de 1924 siendo gobernador provisional el profesor Candelario Garza se determinó la oficialización el grado de Municipio a esta localidad, se emitió un decreto mediante el cual los pobladores de la Barra, Árbol Grande y Doña Cecilia, junto con las colonias Miramar y Refinería (que pertenecían a Tampico y Altamira), se elevan a municipio teniendo como nombre y cabecera municipal a Villa Cecilia, Tamaulipas.
El año siguiente el nuevo gobernador del estado licenciado, Emilio Portes Gil ratificó esta disposición el 11 de junio, y el 9 de septiembre de 1930 Villa Cecilia fue elevada a la categoría de ciudad, denominándose desde entonces Ciudad Madero, Tamaulipas.
A partir de octubre de 1958 Ciudad Madero fue el asiento de los poderes del Sindicato de Trabajadores Petroleros de la República Mexicana (STPRM), cuando el señor Joaquín Hernández Galicia, La Quina, se convirtió en el "líder moral" de los trabajadores de la paraestatal Petróleos Mexicanos, gracias a que fue favorecido por el presidente priista Adolfo López Mateos. "La Quina" sustituyó al dirigente Alejandrino Posadas Posadas. Y desde 1958 hasta el 10 de enero de 1989, Hernández Galicia se desenvolvió como el "hombre fuerte" del STPRM hasta que en esa fecha fue encarcelado por elementos del Ejército Mexicano, acusado de acopio de armas, en lo que se conoció como el quinazo. Junto a Hernández Galicia también fue detenido Salvador Barragán Camacho y juntos pasaron casi diez años encarcelado en el Reclusorio Preventivo Oriente de la Ciudad de México y fue hasta el año 2000 cuando retornó a Ciudad Madero. Para entonces su influencia determinante se había diluido en la ciudad.

## Geografía
Ciudad Madero se encuentra ubicado en la porción sureste de Tamaulipas , formando parte de la Zona Metropolitana de Tampico. Se localiza a los 22°14′ N y a los 97°49′ O, a una altitud de 3,08 m s. n. m. Su única localidad es Ciudad Madero. Cuenta con una extensión territorial de 64,9 km², que representa el 0,07 por ciento del total de estado. Es el municipio de menor superficie en el estado de Tamaulipas.

### Orografía
El municipio es plano casi en su totalidad, correspondiente a la llanura costera del golfo de México, y algunas zonas al norte y al oeste están formadas por dunas y lomerías.

Fuente: INEGI Continuo de Elevaciones Mexicano

### Hidrografía
El municipio colinda con el río Pánuco y el golfo de México, cuenta con algunas corrientes de agua sin importancia debido al reducido territorio con el que cuenta.

### Clima
El clima del municipio es de tipo cálido-húmedo, con régimen de lluvias en los meses de junio a septiembre, los cuales son, a la vez, los más calurosos. La temperatura promedio anual es de 24 °C (grados Celsius), con una máxima de 39 °C y una mínima de 9,7 °C.

### Límites municipales
Tiene límites administrativos con los siguientes municipios y/o accidentes geográficos, según su ubicación:
El Municipio colinda al Norte con el Municipio de Altamira; al Sur con el Estado de Veracruz; al Este con el Golfo de México y al Oeste con el Municipio de Tampico.
| Parámetros climáticos promedio de Tampico (40 m)                                              | Parámetros climáticos promedio de Tampico (40 m) | Parámetros climáticos promedio de Tampico (40 m) | Parámetros climáticos promedio de Tampico (40 m) | Parámetros climáticos promedio de Tampico (40 m) | Parámetros climáticos promedio de Tampico (40 m) | Parámetros climáticos promedio de Tampico (40 m) | Parámetros climáticos promedio de Tampico (40 m) | Parámetros climáticos promedio de Tampico (40 m) | Parámetros climáticos promedio de Tampico (40 m) | Parámetros climáticos promedio de Tampico (40 m) | Parámetros climáticos promedio de Tampico (40 m) | Parámetros climáticos promedio de Tampico (40 m) | Parámetros climáticos promedio de Tampico (40 m) |
| Mes                                                                                           | Ene.                                             | Feb.                                             | Mar.                                             | Abr.                                             | May.                                             | Jun.                                             | Jul.                                             | Ago.                                             | Sep.                                             | Oct.                                             | Nov.                                             | Dic.                                             | Anual                                            |
| --------------------------------------------------------------------------------------------- | ------------------------------------------------ | ------------------------------------------------ | ------------------------------------------------ | ------------------------------------------------ | ------------------------------------------------ | ------------------------------------------------ | ------------------------------------------------ | ------------------------------------------------ | ------------------------------------------------ | ------------------------------------------------ | ------------------------------------------------ | ------------------------------------------------ | ------------------------------------------------ |
| Temp. máx. abs. (°C)                                                                          | 32.0                                             | 36.5                                             | 41.6                                             | 40.5                                             | 44                                               | 38.5                                             | 36.0                                             | 36.0                                             | 38.0                                             | 36.0                                             | 34.5                                             | 35.5                                             | 44.0                                             |
| Temp. máx. media (°C)                                                                         | 22.9                                             | 24.3                                             | 26.8                                             | 28.9                                             | 31.0                                             | 31.8                                             | 31.7                                             | 32.1                                             | 31.4                                             | 29.5                                             | 26.5                                             | 23.7                                             | 28.4                                             |
| Temp. media (°C)                                                                              | 18.9                                             | 20.0                                             | 22.9                                             | 25.2                                             | 27.6                                             | 28.4                                             | 28.2                                             | 28.4                                             | 27.7                                             | 25.7                                             | 22.6                                             | 19.6                                             | 24.6                                             |
| Temp. mín. media (°C)                                                                         | 14.9                                             | 15.8                                             | 18.9                                             | 21.4                                             | 24.2                                             | 25.1                                             | 24.7                                             | 24.8                                             | 24.0                                             | 21.9                                             | 18.7                                             | 15.6                                             | 20.8                                             |
| Temp. mín. abs. (°C)                                                                          | 4.0                                              | 1.9                                              | 8.0                                              | 12.0                                             | 15.8                                             | 20.0                                             | 20.0                                             | 20.0                                             | 18.5                                             | 11.5                                             | 6.0                                              | -1.5                                             | -1.5                                             |
| Precipitación total (mm)                                                                      | 27.6                                             | 18.4                                             | 16.1                                             | 23.6                                             | 52.0                                             | 195.3                                            | 150.8                                            | 170.9                                            | 264.8                                            | 136.4                                            | 39.8                                             | 54.2                                             | 1149.9                                           |
| Días de lluvias (≥ 1 mm)                                                                      | 5.4                                              | 5.0                                              | 3.8                                              | 3.8                                              | 5.1                                              | 10.4                                             | 12.3                                             | 13.5                                             | 14.2                                             | 9.3                                              | 6.7                                              | 6.8                                              | 96.3                                             |
| Fuente: Servicio Meteorológico Nacional: Normales climatológicas para el Estado de Tamaulipas |                                                  |                                                  |                                                  |                                                  |                                                  |                                                  |                                                  |                                                  |                                                  |                                                  |                                                  |                                                  |                                                  |
| Fuente n.º 2: Colegio de Postgraduados: Normales climatológicas para el Estado de Tamaulipas  |                                                  |                                                  |                                                  |                                                  |                                                  |                                                  |                                                  |                                                  |                                                  |                                                  |                                                  |                                                  |                                                  |

## Demografía
En 2020 según datos del XIV Censo General de Población y Vivienda del Instituto Nacional de Estadística y Geografía (INEGI) reportó que Ciudad Madero tiene una población total de 205,933 habitantes por lo que es la 78.ª ciudad más poblada de México.

### Población de Ciudad Madero 1910-2020
| Gráfica de evolución demográfica de Ciudad Madero entre 1910 y 2020                               |
|                                                                                                   |
| Población de los censos del Instituto Nacional de Estadística y Geografía (INEGI) de 1910 a 2020. |

## Sector social
- Salud. Cuenta con hospitales, clínicas, centros de salud, dependientes de la Secretaría Salud, Instituto Mexicano del Seguro Social (IMSS), Instituto de Seguridad y Servicios Sociales de los Trabajadores del Estado (ISSSTE), y gran infinidad de consultorios particulares que prestan servicio de medicina general y especializada. También cuenta con Cruz Roja.
- Abasto. En este municipio se comercializan diferentes productos, como alimentos para consumo elaborados y no elaborados, artículos para el hogar, prendas de vestir, equipo de transporte, refacciones y accesorios. Hay centros comerciales como las tiendas de abasto popular y tiendas de consumo de SRTPRM.
- Deporte. En el municipio Se organizan torneos en las diferentes ramas deportivas y se practican principalmente béisbol, voleibol, fútbol y básquetbol. Existen campos deportivos donde se practican las diferentes disciplinas deportivas.
- Vivienda.Por lo que respecta al número de habitantes por vivienda, predominan los de una recámara, dos y tres cuartos. Los materiales utilizados son básicamente de concreto y sus derivados, tanto en techos como en muros y pisos.

La mayoría de las viviendas cuentan con los servicios de agua potable, energía eléctrica y drenaje. Predomina la propiedad privada.1502
De acuerdo a los resultados del XII Censo General de Población y vivienda 2000 realizado por el INEGI, el municipio cuenta con 47,562 viviendas
De acuerdo a los datos del II Conteo de Población y Vivienda del 2005, el municipio cuenta con un total de 52,200 viviendas de las cuales 39,599 son particulares.
- Servicios Públicos. El Municipio cuenta con energía eléctrica, agua potable y alcantarillado, drenaje, vialidad y transporte, panteones y centros de abasto, seguridad pública, tránsito, limpieza, parques, jardines y de bomberos.

## Educación
- Instituto Tecnológico de Ciudad Madero (ITCM)
- Universidad Pedagógica Nacional (UPN) Campus Ciudad Madero

## Infraestructura social y de comunicaciones
Educación. En el renglón educativo, Ciudad Madero cuenta con una infraestructura que satisface las necesidades de la población y de esta manera la infraestructura educativa con que se cuenta asciende a 181 planteles escolares de los cuales son 65 jardines de niños, 69 escuelas primarias, 24 escuelas secundarias, 14 profesional medio, 7 a nivel técnico y 2 a nivel profesional, dicha infraestructura se considera suficiente para atender a la población demandante.
La educación se realiza a través de centros de alfabetización, jardines de niños, primaria, secundaria, media superior y superior. Cuenta también con programas de educación del Instituto Nacional para la Educación de los Adultos (INEA) y un tecnológico regional, donde se prepara al estudiante para su formación profesional, también existe una biblioteca pública.
- Canales de televisión
- 1.1: Azteca 1 (TV Azteca)

- 1.2: Adn 40 (TV Azteca)

- 2.1: las Estrellas(Televisa)
- 2.2: Foro TV (Televisa del golfo)

- 3.1: Imagen TV (Cadena 3)

- 3.4: Excelsior TV (Cadena 3)

- 4.1: Canal 4 (Televisa del Golfo)

- 5.1: 5* (Televisa)

- 6.1: Multimedios Televisión (Monterrey)

- 6.2: Milenio TV (Monterrey)

- 6.3: CVshopping (Monterrey)

- 6.4: Mvs TV (Monterrey)

- 7.1: Azteca 7 (TV Azteca)

- 7.2: A + (TV Azteca)
- 9.1: Nu9ve (Televisa)

- 10.1: Canal 26 XHFW-TDT/  (Grupo Flores,)

- 11.1: Once TV México (IPN)

- 14.1: Canal 14 (SPR)

- 20.1: TV UNAM (Universidad de México)

- 22.1: Canal 22 (Televisión Metropolitana)

- 33.1: Canal 26 TV más (Gobierno del estado de Veracruz)

## Atractivos culturales y turísticos

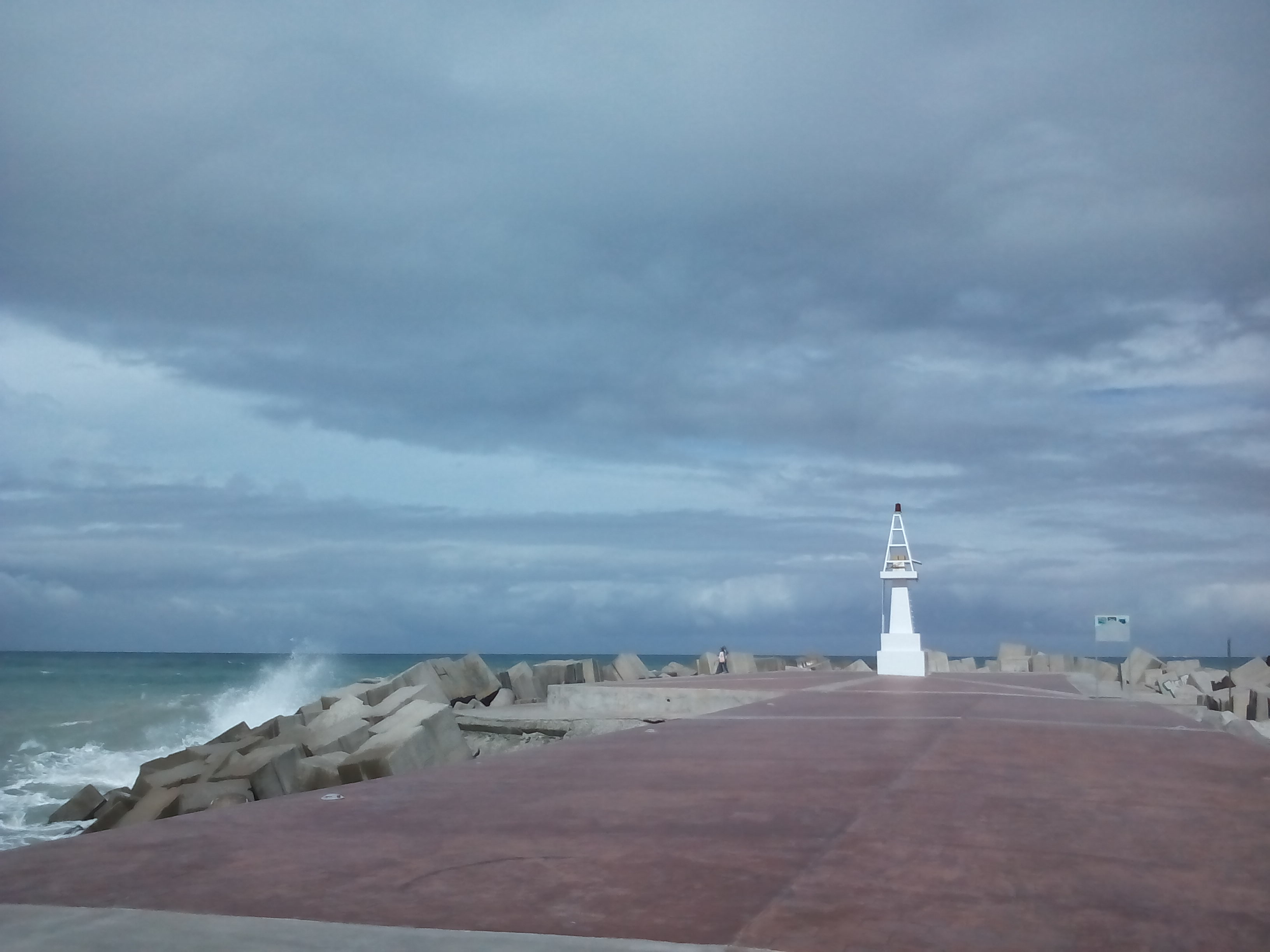
Paseo de las Escolleras playa Miramar

- Monumentos Históricos. Monumentos Arquitectónicos, Parroquia del Sagrado Corazón de Jesús, que data del siglo XIX.
- Monumentos Históricos. Monumentos a Benito Juárez, ubicado en el Instituto Tecnológico de Ciudad Madero, a Francisco I. Madero, frente al Palacio Municipal.
- Casa de la Cultura. En el municipio se localiza la Casa de Cultura de Ciudad Madero o Patronato de la Casa de la Cultura, ubicado en la zona centro de la ciudad.
- Música. En esta región, zona conurbada de Tampico, Madero y Altamira, además de la música norteña, se escuchan sones huastecos, huapangos y de la zona del norte de Veracruz y San Luis Potosí.
- Poesía. Del género literario, el libro de poesías intitulado La Estación de los Sentidos, de Marco A. Olguín Amador; de Juan Valles, Poemas a Juárez.

Poema a Ciudad Madero
Cecilia se llamó en su nacimiento

y era villa de plácida apariencia.

Desde Árbol Grande parte su tenencia

hasta el golfo bellísimo y violento.
La industria negra perfumó su viento

y el río prolongó su turbulencia

con brazos de una pétrea equivalencia

en donde el mar golpea su movimiento.
La vastedad del mar y de la ría

nos adentra en el alma un semillero

de eternidad, de amor de poesía.
Por eso, sin dudarlo considero

que joya entre las joyas, hoy en día,

fulge esplendente mi Ciudad Madero.
Autora: Martha Chávez Padrón.
- Artesanías.Estas se constituyen en aquellas elaboradas con materiales y productos extraídos del mar, además de que se ponen a la venta al público productos fabricados en la zona norte de Veracruz y del estado de San Luis Potosí (utensilios de barro, elaboración de prendas y ropa tejida a mano, entre otras).

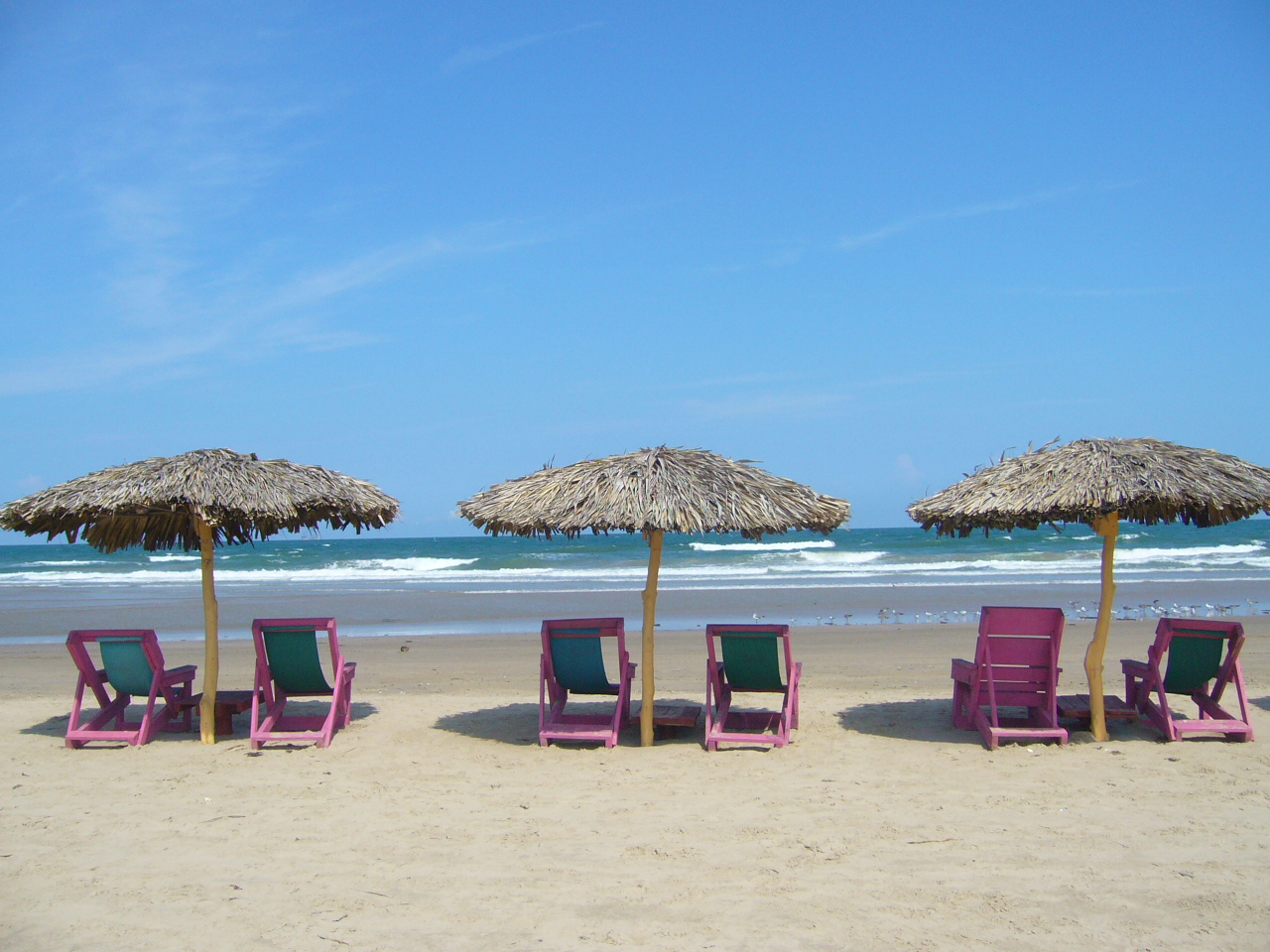
Playa Miramar.

- Centros Turísticos.Como principal atractivo turístico esta la Playa de Miramar con su malecón. Además el visitante puede admirar las instalaciones de la refinería y el centro recreativo del sindicato petrolero.

Existen plazas como la Isauro Alfaro, ubicada en el corazón del municipio; la Vicente Guerrero, Miguel Hidalgo, Adolfo López Mateos y 18 de marzo, un centro de convivencias de Ciudad Madero y el teatro de la casa de la cultura; para la recreación de los maderenses, un parque llamado Unidad Nacional, el cual cuenta con todo tipo de juegos mecánicos y áreas verdes; hay en la localidad cines y teatros a disposición del público en general.

## Fiestas populares
El último día de clases previo a las vacaciones de Semana Santa se lleva a cabo el Playazo, donde los estudiantes de niveles medio superior se dan cita en la playa de Miramar para escuchar música e ingerir bebidas en un ambiente festivo. Cabe señalar que este festejo ya superó la barrera de la localidad, atrayendo turistas de estados cercanos como Nuevo León, San Luis Potosí, Veracruz, entre otros, e incluso recibiendo turistas internacionales.